# Gösta Åsbrink
Karl Gösta Åsbrink (Lovö, 18 novembre 1881 – Stoccolma, 19 aprile 1966) è stato un ginnasta e pentatleta svedese.

## Palmarès
In carriera ha conseguito i seguenti risultati:
- Giochi olimpici:

Londra 1908: oro nella ginnastica concorso a squadre.
Stoccolma 1912: argento nel pentathlon moderno.